# Baldo Angelo Abati
Pour les articles homonymes, voir Abati.
Baldo Angelo Abati (ou Abbati), dit Baldus Angelus Abbatius (né vers le milieu du XVIe siècle à Gubbio, dans la province de Pérouse, en Ombrie - mort ? ) est un médecin, un physicien et un zoologiste italien qui fut le médecin personnel du duc d'Urbino François Marie II della Rovere.
Il est aussi appelé Balde Angelo d'Abbate ou d'Abbati,.

## Œuvres
Le livre de Baldo Angelo Abati intitulé De admirabili viperae natura et de mirificis eiusdem facultatibus, publié à Urbino en 1589 fut l'un des tout  premiers ouvrages sur les serpents. Il était dédicacé à François Marie II della Rovere, le 6e duc d'Urbino. Une seconde édition parut, toujours à Urbino, en 1591 et une autre à Nuremberg en Allemagne en 1603. Il connut deux autres éditions jusqu'en 1660. Cinq des 32 chapitres sont consacrés au venin des serpents, à son pouvoir et à ses applications médicales possibles. Dans le chapitre 14, Abbati, qui a disséqué un serpent à sonnettes, énumère les parties comestibles du serpent et fournit des informations sur les différentes manières dont il est possible de préparer des repas avec sa viande.
Baldo Angelo Abati fit encore paraître : Opus discussarum concertationum praeclarum, de rebus, verbis, et sententiis controversis, ex omnibus fere scriptoribus, libri XV publié à Pesaro en 1594.

## Sources
- « Baldo Angelo Abati », Charles Weiss, Biographie universelle, ou Dictionnaire historique contenant la nécrologie des hommes célèbres de tous les pays, 1841 [détail des éditions].